# Данилівці
Дани́лівці —  село в Україні, у Озернянській сільській громаді Тернопільського району Тернопільської області. До вересня 2015 року у складі Осташівської сільської ради. Від вересня 2015 року ввійшло у склад Озернянської сільської громади. Розташоване на річці Восушка, на заході району.
Населення — 403 осіб (2022).

## Історія
Перша писемна згадка — 1589 в списку Золочівських маєтностей, які перейшли в 1589 році від Чарипковських до Марка Собєського.
Діяли товариства «Просвіта», «Сільський господар».
1930 під час пацифікації знищена читальня «Просвіти».
12 червня 2020 року, відповідно до розпорядження Кабінету Міністрів України № 724-р «Про визначення адміністративних центрів та затвердження територій територіальних громад Тернопільської області» увійшло до складу Озернянської сільської громади.
19 липня 2020 року, в результаті адміністративно-територіальної реформи та ліквідації Зборівського району, село увійшло до складу Тернопільського району.

## Релігія
Є церква святого архістратига Михаїла (Світлина церкви Архістратига Михаїла [Архівовано 21 червня 2013 у Wayback Machine.] (1715; дерев'яна, реконструйована у 1930-х), дві «фігури» на честь скасування панщини.

## Пам'ятники
Встановлено пам'ятник односельцям-воякам УПА, полеглим 1942—1952, пам'ятний знак на місці загибелі вояків УПА.
Насипані козацькі та символічні могили УСС (відновлено 1990).

## Соціальна сфера
Діяла бібліотека. Нині не працює. Переміщено до села Осташівців.

## Відомі люди

### Народилися
- Вальчишин Богдан Богданович  (17 жовтня 1990 р. - 1 лютого 2025 р.) військовослужбовць Збройних сил України, загинув в районі н.п. Дружківка Донецької обл. Випускник Осташівської гімназії ім. Мартина Барвінського.
- Іван Козовик — кандидат філософських наук,
- Богдан Приймак — український фотожурналіст.

### Працювали
- Священик о. Володимир Бекасевич, служив в Осташівцях і Данилівцях від 1953 до 1970 року. Похований на Микулинецькому кладовищі Тернополя.

## Галерея

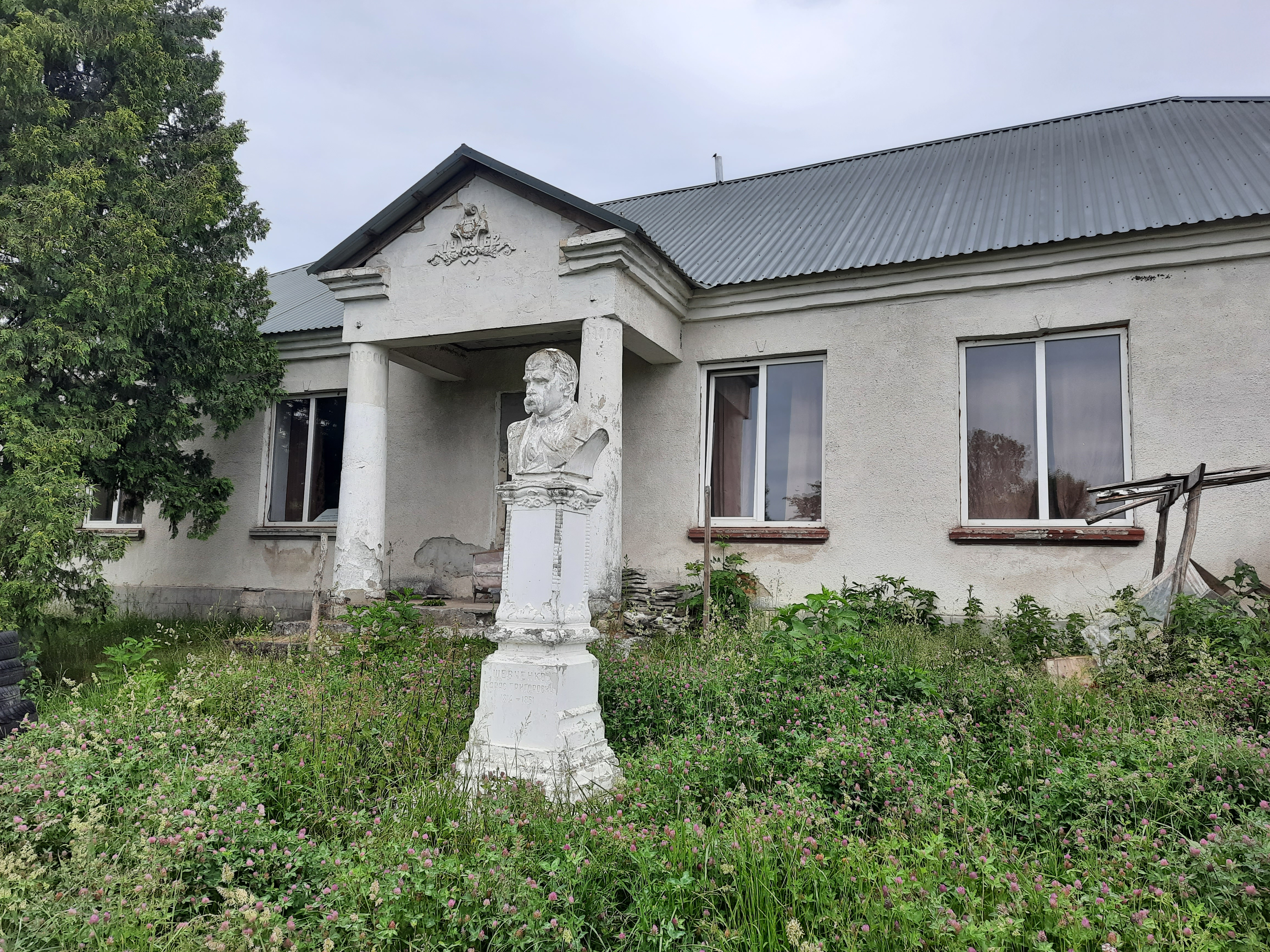
Клуб
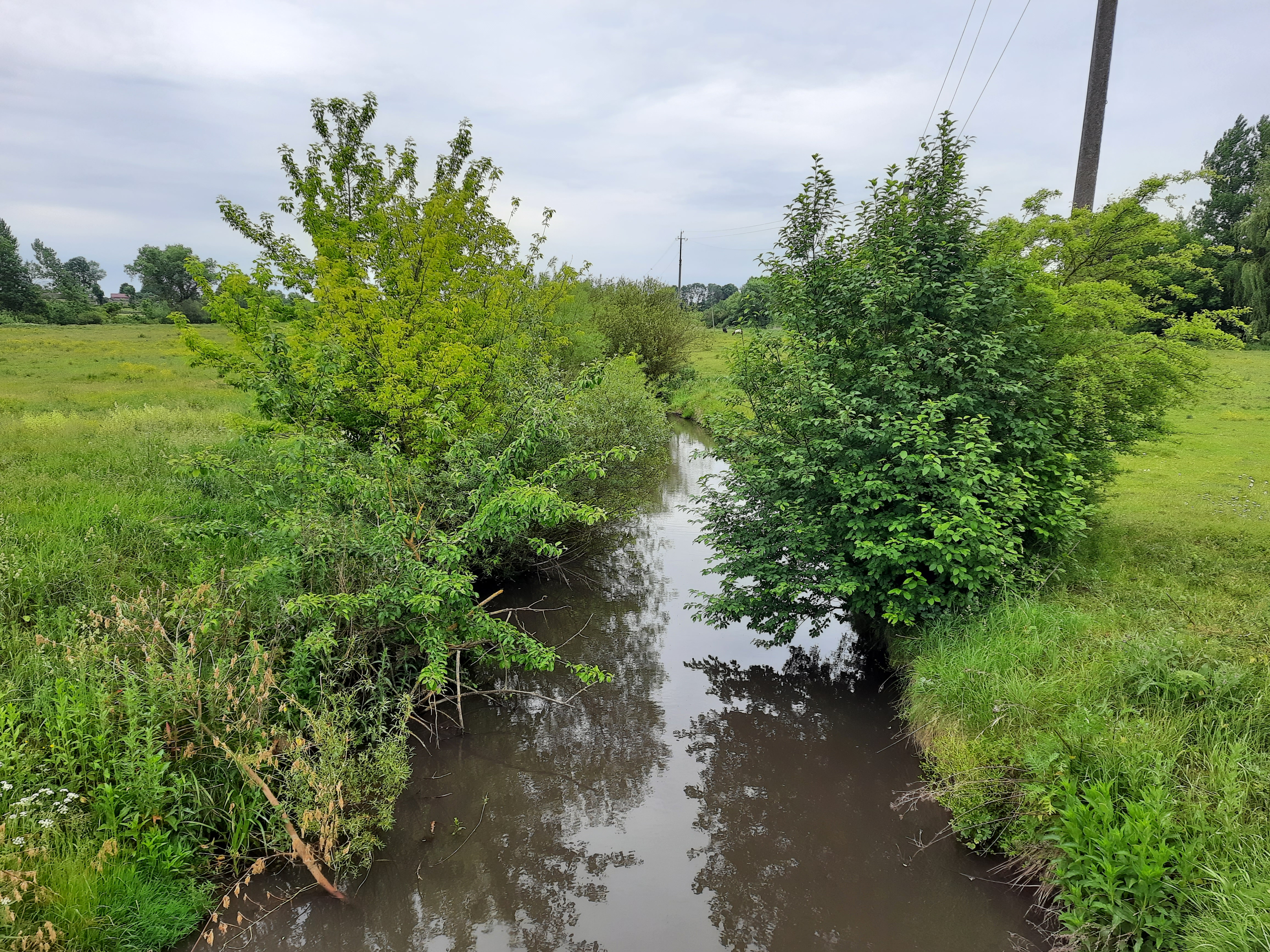
Річка Восушка біля села